# Lacon viridis
Lacon viridis là một loài bọ cánh cứng trong họ Elateridae. Loài này được Champion mô tả khoa học năm 1894.